# Robert Dunand
Pour les articles homonymes, voir Dunand.
Robert Dunand est un musicien suisse né le 20 mars 1928 à Carouge et mort le 25 mars 1991 à Genève.

## Biographie
Entré en 1948 à l'Orchestre de la Suisse romande comme percussionniste, il devient en parallèle responsable des émissions lyriques à Radio-Genève.
Durant la même période, il dirige la critique musicale du Courrier de Genève, fonde et dirige l'orchestre des jeunesses musicales (1948) qu'il transformera en orchestre du collegium academicum de Genève en 1958 (qui deviendra plus tard l'orchestre de chambre de Genève). En 1960, il crée l'Opéra de Chambre - qui est la section lyrique du collegium academicum - ainsi que le Printemps carougeois. En 1973, il dirige à Carouge un concert réunissant le collegium academicum et la Lyre de Carouge, à l'occasion du centenaire de ce chœur de chambre, lui-même fondé en 1873.
Durant les années 1980, le chef d'orchestre se rend régulièrement aux États-Unis où il supervise le festival de la Caroline du Nord. En 1988, Robert Dunand devient président de la fédération internationale des concours musicaux.
À cela s'ajoute une activité permanente dans divers jurys tels que ceux du Prix Reine Marie-José, du Prix de composition de musique d'opéra et de ballet de la Ville de Genève, du Prix de la Fondation Marescotti et de celui de la Fondation Gabriele de Agostini.

## Postérité
Un centre musical de Carouge porte son nom.